# サマーラ駅
サマーラ駅（サマーラえき、ロシア語: Станция Самара）は、ロシア連邦サマラ州のサマーラの中心駅である。

## 概要
ロシア鉄道クイビシェフ鉄道支社の拠点駅である。現在の駅舎は2001年に建設された。尖塔含む駅舎の高さは101mであり、ヨーロッパでは最も高い。

## 歴史
現在の駅舎は2代目である。初代の駅舎は1876年に建設され、敷地面積は3,380平方メートル、120年にわたり使用され続けてきた。1996年夏に新駅舎の建設が開始され、工事は列車の運行を妨げないように慎重に行われた。

## 列車
- 2016年現在

| 列車番号                | 運行区間                              | 列車番号                | 運行区間                              |
| ----------------------- | ------------------------------------- | ----------------------- | ------------------------------------- |
| 5                       | タシュケント - モスクワ               | 6                       | モスクワ - タシュケント               |
| 9 (ジグリ号)            | サマーラ - モスクワ                   | 10 (ジグリ号)           | モスクワ - サマーラ                   |
| 13 (南ウラル号)         | チェリャビンスク - モスクワ           | 14(南ウラル号)          | モスクワ - チェリャビンスク           |
| 17                      | ビシュケク - モスクワ                 | 18                      | モスクワ - ビシュケク                 |
| 31 (オレンブルジエ号)   | オレンブルク - モスクワ               | 32 (オレンブルジエ号)   | モスクワ - オレンブルク               |
| 39 (バシコルトスタン号) | ウファ - モスクワ                     | 40 (バシコルトスタン号) | モスクワ - ウファ                     |
| 49                      | サマーラ - モスクワ                   |                         | モスクワ - サマーラ                   |
| 57                      | イルクーツク - キスロヴォツク         | 58                      | キスロヴォツク - イルクーツク         |
| 59                      | ノヴォクズネツク - キスロヴォツク     | 60                      | キスロヴォツク - ノヴォクズネツク     |
| 83                      | カラガンダ - モスクワ                 | 84                      | モスクワ - カラガンダ                 |
| 87                      | ニジネヴァルトフスク - サマーラ       | 88                      | サマーラ - ニジネヴァルトフスク       |
| 97                      | ティンダ - キスロヴォツク             | 98                      | キスロヴォツク - ティンダ             |
| 101                     | ニジネヴァルトフスク - ペンザ         | 102                     | ペンザ - ニジネヴァルトフスク         |
| 103                     | ウファ - サラトフ                     | 104                     | サラトフ - ウファ                     |
| 107 (サマーラ号)        | ウファ - サンクトペテルブルク         | 108(サマーラ号)         | サンクトペテルブルク - ウファ         |
| 109                     | サマーラ - ペンザ                     | 110                     | ペンザ - サマーラ                     |
| 113                     | チェリャビンスク - キスロヴォツク     | 114                     | キスロヴォツク - チェリャビンスク     |
| 123                     | ノヴォシビルスク - ベルゴロド         | 124                     | ベルゴロド - ノヴォシビルスク         |
| 127                     | クラスノヤルスク - アドレル           | 128                     | アドレル - クラスノヤルスク           |
| 129                     | クラスノヤルスク - アナパ             | 130                     | アナパ - クラスノヤルスク             |
| 131                     | オルスク - モスクワ                   | 132                     | モスクワ - オルスク                   |
| 133                     | ウラジオストク - ペンザ               | 134                     | ペンザ - ウラジオストク               |
| 137                     | サマーラ - モスクワ                   | 138                     | モスクワ - サマーラ                   |
| 147                     | ニジネヴァルトフスク - アストラハン   | 148                     | アストラハン - ニジネヴァルトフスク   |
| 317                     | カラガンダ - バラーナヴィチ           | 318                     | バラーナヴィチ - カラガンダ           |
| 337                     | サマーラ - サンクトペテルブルク       | 338                     | サンクトペテルブルク - サマーラ       |
| 343                     | チェリャビンスク - アドレル           | 344                     | アドレル - チェリャビンスク           |
| 345                     | ニジネヴァルトフスク - アドレル       | 346                     | アドレル - ニジネヴァルトフスク       |
| 373                     | チュメニ - マハチカラ                 | 374                     | マハチカラ - チュメニ                 |
| 399                     | トムスク - アナパ                     | 400                     | アナパ - トムスク                     |
| 425                     | チェリャビンスク - カリーニングラード | 426                     | カリーニングラード - チェリャビンスク |
| 681                     | ウリヤノフスク - サマーラ             | 682                     | サマーラ - ウリヤノフスク             |